# Куйбышевское сельское поселение (Калининский район)
Куйбышевское се́льское поселе́ние — муниципальное образование в Калининском районе Краснодарского края России. 
В рамках административно-территориального устройства Краснодарского края ему соответствует Куйбышевский сельский округ.
Административный центр — хутор Гречаная Балка.

## География
Куйбышевское сельское поселение расположено в северной части Калининского района Краснодарского края, в 60 км от Азовского моря. Граничит с Тимашевским и Приморско-Ахтарским районами, Гривенским и Калининским сельскими округами Калининского района.

## Административно-муниципальное устройство
На территории поселения расположены 9 населенных пунктов: хутора Гречаная Балка, Редант, Греки, Мащенский, Могукоровка, Малаи, Степной, поселки: Мирный и Рогачёвский, в которых проживает население численностью более 4 тысяч человек.

## История
Основано 1 января 2006 года.
Первым заселением территории сельского округа считается с 1783 года в хуторе Редант, с 1806 г.– х. Гречаная Балка, с 1836 г.– х. Могукоровка, с 1874 г.– окрестности х. Греки, с 1877 г.–х. Малаи, с 1883 г.–х. Мащенский, с 1886 г.–х. Степной, с 1932 – пос. Рогачевский и с 1936 года – пос. Мирный.
В 1920 году на территории нынешней администрации Куйбышевского сельского поселения Калининского района было образовано 2 сельсовета:
Гречано-Балковский, в состав которого входили хутора Гречаный (впоследствии переименованный в хутор Гречаная Балка), Литвиновых и Редант, а также
Могукоро-Гречаный, в состав которого входили хутора Малаи, Новобуденовский (ныне х. Степной), х. Знамя Труда (позже вошёл в состав х. Гречаная Балка), Могукоро-Гречаный(позже переименован в х. Куйбышевский, ныне х. Могукоровка) , Греки, Штенгард (позже переименован в х. Мощенский, ныне х. Мащенский) и еще несколько мелких хуторов (Булаты, Барилов, Литвино-Лопиных, Сугаки (позже вошёл в состав х. Греки), Серафимович, Школьный), не сохранившихся до наших дней. 
По воспоминаниям жителей, выстроенному в 1920 году в х. Гречаный церковному приходу не было дано право регистрации браков, смертей и рождений, поэтому регистрация рождений, смертей и браков проходила в церквях станиц Роговской, Тимашевского района или Поповической, Когановичкого района. В архиве ЗАГСа ст. Калининской хранятся первые актовые записи по администрации сельского округа с 1923 года по настоящее время.
7 сентября 1924 года была организована первая комсомольская ячейка, в состав которой вошло 35 человек. Первым секретарем ячейки был избран Шамрай Николай.
В 1947 году председателем исполкома Гречано-Балковского сельского совета работал Полуэктов Ефим Яковлевич. В это время было проведено перезахоронение останков погибших во время ВОВ солдат с территории школы № 9 в братскую могилу.
В 1948 году впервые было проведено электричество в хутора сельсовета.
До 1949 года на территории Гречано-Балковского сельсовета действовало 3 колхоза: «Заветы Ильича», «Знамя Труда» и «Ударник полей». На территории Куйбышевского сельсовета – 4 колхоза: «Буденный», «1 Мая», «Штенгардт», «Политотдел». В 1949 году в октябре месяце колхозы были объединены в 2 – «Заветы Ильича» и «Рассвет». На территории колхоза «Заветы Ильича» были расположены 2 школы: семилетняя в х. Гречаная Балка и начальная в х. Редант, на территории колхоза «Рассвет» – 3 начальные школы в х. Греки, Малаи, Могукоровка.
В 1950 году в х. Гречаная Балка начала работу МТС, директором МТС был назначен Ханаев Алексей Михайлович. Председателем сельсовета работал Захарченко Григорий Васильевич.
Весной 1952 года был заложен парк х. Гречаная Балка. Инициаторами выступили директор МТС Ханаев А.М., председатель сельсовета Захарченко Г.В., председатель колхоза «Заветы Ильича» Любивый А.А.
В 1953-1955 г.г. в х. Гречаная Балка была построена средняя школа. Директором школы был назначен Романовский Григорий Стратонович.
До 1954 года на территории администрации действовали 2 сельсовета: Гречано-Балковский, с центром – х. Гречаная Балка, председателем исполкома работал Захарченко Григорий Васильевич, и Куйбышевский, здание которого было расположено в х. Серафимович (Новый), а с 1953 года центральная усадьба  колхоза "Заветы Великого Сталина", который находился между хуторами Греки и Могукоровка, председателем исполкома работал Моренко Василий Леонтьевич.
В августе 1954 года эти сельсоветы были объединены в один – Куйбышевский - с центром х. Гречаная Балка. Председателем исполкома был избран Захарченко Григорий Васильевич.
В 1960 году двухэтажное здание, принадлежащее пенькозаводу, было переоборудовано в участковую больницу, главным врачом был назначен Прохоров Максим Ильич.
В 1967 году в июле месяце был открыт первый рейс автобусного движения х. Могукоровка – г. Краснодар, в этом же году была начата газификация баллонным газом населенные пункты сельсовета, впервые в истории больницы, в этот год была проведена первая операция врачом хирургом Коноваловым Виктором Никифоровичем.
Уже в 1971 году была начата телефонизация населенных пунктов. В этом же году была построена средняя школа в х. Греки. Директором школы был назначен Лебедь Семен Пантелеевич. В этом же году было построено здание правления колхоза «Заветы Ильича», в котором были размещены: правление колхоза, сельский Совет, радиоузел, почта.
В 1974 году в х. Греки был сооружен памятник. В х. Гречаная Балка на месте братской могилы был воздвигнут мемориальный комплекс, посвященный 30-летию Великой Победы. 9 Мая 1975 года состоялось открытие памятников.
При образовании Калининского района в 1978 году председателем исполкома Куйбышевского сельского Совета народных депутатов работал Овчаров Петр Ефимович. В этот год к сельсовету были присоединены поселки Рогачевский и поселок Мирный.
На территории сельского округа проживали герой Советского Союза Герасименко Емельян Иванович и Кавалер 3-х орденов Славы – Сорока Андрей Максимович.
На территории администрации находятся 3 сельскохозяйственных предприятия: ООО «Земля Кубани», ООО «Земля», ООО «Кирпили», 2 средние общеобразовательные школы №№ 9,10,общеобразовательная школа №11, 3 детских дошкольных учреждения, 4 фельдшерско- акушерских пункта, участковая больница, аптека, 2 сельских Дома Культуры, 3 сельских клуба, 4 отделения почтовой связи, отделение сбербанка, ГРС, АЗС, ветлечебница, 23 магазина, маслообменный пункт.

## Транспорт
Имеется автобусное сообщение 3 раза в день только с районный центром -- станицой Калининской.
В поселении по реестру действует 3 пригородных маршрута: 
108 Калининская - Могукоровка;
112 Редант - Калининская;
116 Калининская - Рогачевский.
Но по факту все маршруты объеденены в один.

## Население
| 2010  | 2012  | 2013  | 2014  | 2015  | 2016  | 2017  |
| ----- | ----- | ----- | ----- | ----- | ----- | ----- |
| 5048  | ↘5044 | ↘5022 | ↘5016 | ↘5014 | ↘5001 | ↘4948 |
| 2018  | 2019  | 2020  | 2021  | 2023  |       |       |
| ↘4912 | ↘4857 | ↘4846 | ↘4418 | ↘4366 |       |       |

## Населённые пункты
В состав сельского поселения (сельского округа) входят 9 населённых пунктов:
| № | Населённый пункт | Тип населённого пункта | Население (чел.) |
| - | ---------------- | ---------------------- | ---------------- |
| 1 | Греки            | хутор                  | ↗980             |
| 2 | Гречаная Балка   | хутор                  | ↗1718            |
| 3 | Малаи            | хутор                  | ↘7               |
| 4 | Мащенский        | хутор                  | ↗84              |
| 5 | Мирный           | посёлок                | ↗245             |
| 6 | Могукоровка      | хутор                  | ↗771             |
| 7 | Редант           | хутор                  | ↗322             |
| 8 | Рогачёвский      | посёлок                | ↘920             |
| 9 | Степной          | хутор                  | ↘1               |